# Dominique Fils-Aimé

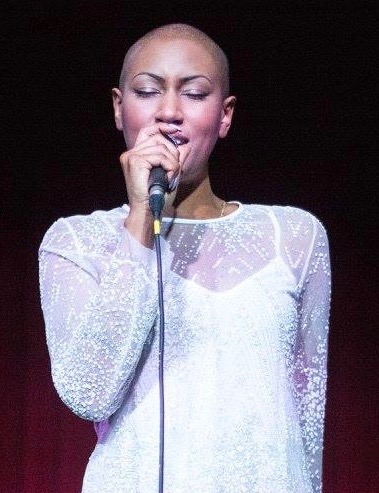
Dominique Fils-Aimé (2017)

Dominique Fils-Aimé (* 10. Juli 1984 in Montreal) ist eine kanadische Singer-Songwriterin.

## Leben und Wirken
Fils-Aimé wuchs als Tochter haitianischer Einwanderer in Montreal auf und besuchte ein Lyzeum in Outremont. Dann absolvierte sie Ausbildungen in Fotografie, Public Relations, Modedesign und Psychologie. Sie schrieb sich an der Universität ein, um Psychologin zu werden und begleitete autistische Kinder und unterstützte Angestellte in Not. 2015 nahm sie an der dritten Staffel der TVA-Gesangscastingserie La Voix teil, wo sie im Halbfinale ausschied.
2018 veröffentlichte Fils-Aimé ihr Debütalbum Nameless, das sich mit Bluesmusik befasst. Mit ihrem zweiten Album Stay Tuned!, das sich mit der Bürgerrechtsbewegung der 1960er Jahre auseinandersetzte und dazu die Spuren des Jazz verfolgte, wurde sie in Kanada mit dem Juno Award/Vocal Jazz Album of the Year 2020 ausgezeichnet. Ihr Album Three Little Words (2022), das kommerziell sehr erfolgreich war und Platz 2 der meistverkauften Alben in Kanada erreichte, war eine Hommage an die Soulmusik.
Bei den Quebec Cinema Awards im Jahr 2022 erhielten Fils-Aimé und Samuel Laflamme für ihre Arbeit an dem Film Seuls eine Nominierung für die beste Originalmusik in einem Dokumentarfilm. Fils-Aimé trat bei der Jazzahead und dem Festival International de Jazz de Montréal auf.
Mit Our Roots Run Deep (2023) begann sie eine weitere Albumtrilogie, die die Geschichte der afroamerikanischen Musik behandelt; dabei reflektierte sie die sozialen Realitäten, die die Genres Blues, Jazz und Soul beeinflusst haben, und ließ dies in ihr eigenes Werk einfließen. Our Roots Run Deep wurde 2024 mit dem Juno Award als „Vocal Jazz Album of the Year“ ausgezeichnet.

## Diskographische Hinweise
- Nameless (2018)
- Stay Tuned! (2019)
- Three Little Words (2021)
- Our Roots Run Deep (2023)